# Johann Baptist von Schweitzer

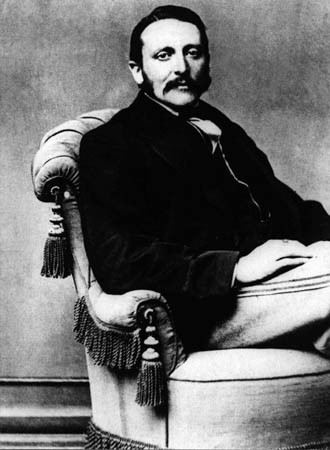
Johann Baptist von Schweitzer

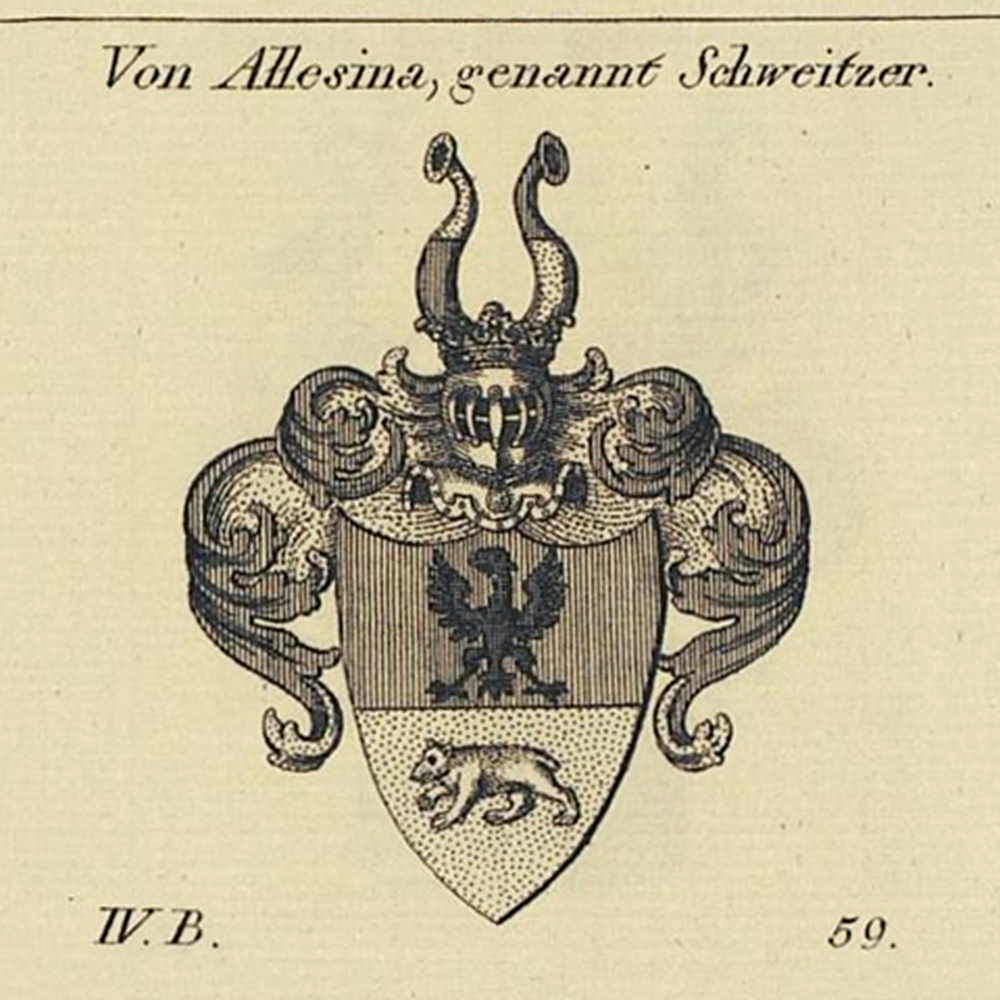
Wappen der Familie von Allesina genannt Schweitzer

Johann Baptist von Schweitzer (auch Jean Baptiste von Schweitzer; eigentlich von Allesina genannt Schweitzer, * 12. Juli 1833 in Frankfurt am Main; † 28. Juli 1875 in Giessbach am Brienzersee, Schweiz) war ein sozialdemokratischer Agitator und Dramatiker. In der Nachfolge Ferdinand Lassalles, Carl Wilhelm Tölckes und anderer war er von 1867 bis 1871 der am längsten amtierende Präsident des Allgemeinen Deutschen Arbeitervereins (ADAV) und während desselben Zeitraums im Reichstag des Norddeutschen Bundes Abgeordneter für den Wahlbezirk Elberfeld-Barmen. Er trat auch als Autor unter anderem von Dramen und Lustspielen hervor.

## Leben

### Herkunft
Er stammte aus eine Frankfurter Patrizierfamilie italienischen Ursprungs. Die Familie des Urgroßvaters Franz Maria Schweitzer (1722–1812) stammte aus Verona und hieß ursprünglich Suaicara. Der wohlhabende Seidenhändler hatte in Frankfurt am Main das Bürgerrecht erworben, war zum Ratsherr (Senator) aufgestiegen und änderte seinen Namen in Schweitzer. Der Vater, Franz Karl Ludwig von Allesina genannt Schweitzer, war in jungen Jahren Offizier und Kammerjunker im Dienst von Karl von Braunschweig und wurde 1816 durch König Maximilian Joseph I. von Bayern in den Adelsstand erhoben. Die Mutter Emilie war die Tochter von Carl Peter Berly. Das Paar hatte vier Kinder, von denen Johann Baptist das älteste war. 

### Frühe Jahre
Die ersten intellektuellen Einflüsse übten die Großeltern aus. Von der Großmutter, die mit Jean Paul verwandt war, bekam er erste Literaturkenntnisse. Das Interesse für Politik weckte der Großvater. Er besuchte die Lateinschule in Aschaffenburg und lebte in dieser Zeit in einem Studienseminar der Jesuiten. Nach dem Abitur 1852 studierte er bis 1855 Rechtswissenschaften in Heidelberg und Berlin. Er promovierte zum Dr. jur. Anschließend eröffnete er in Frankfurt am Main eine Rechtsanwaltskanzlei.
Öffentlich hervorgetreten ist er zunächst als Schriftsteller. So veröffentlichte er 1858 das Drama Friedrich Barbarossa. Es folgte die Komödie Alkibiades. Seit 1859 widmete er sich der Politik. Er war großdeutsch gesinnt und trat zunächst mit Broschüren als Verteidiger Österreichs gegen Frankreich hervor. Ein Jahr später hatte er die Hoffnungen auf eine deutsche Einheit durch die Fürsten aufgegeben und verstand sich als Demokrat und Republikaner. Er setzte nunmehr zur Erreichung der Einheit auf eine Revolution des Volkes. Zwischenzeitlich veröffentlichte er 1861 in Frankfurt/M., beeinflusst vom Philosophen Arthur Schopenhauer, mit dem er in dessen letzten Jahren in Kontakt stand, eine philosophische Schrift „Der Zeitgeist und das Christenthum“.
Von Schweitzer bekämpfte auf der politischen Bühne den kleindeutsch ausgerichteten Deutschen Nationalverein. Da ein Großteil der Frankfurter Bürger bis in das Lager der bürgerlichen Demokraten in dieser Zeit noch für den Nationalverein waren, sah von Schweitzer in den Arbeitern mögliche Bündnispartner. Er war Vorsitzender eines hauptsächlich aus Arbeitern bestehenden Turnvereins. Von Schweitzer war auch aktiv in der Schützenbewegung und war einer der Gründer des Deutschen Schützenbundes.

### Hinwendung zur Arbeiterbewegung
Bei der Gründung eines Arbeitervereins in Frankfurt wurde er 1861 zum Präsidenten gewählt. Er wandte sich dabei zunehmend sozialistischen Ideen zu und seine Rede auf einem Arbeitertag am 25. Mai 1862 stand am Beginn der sozialdemokratischen Bewegung in der Gegend in und um Frankfurt. Sein Ziel war eine entsprechende Partei, bis ein kurzer Gefängnisaufenthalt diese Pläne beendeten. Im August 1862 wurde von Schweitzer beschuldigt, sich im Mannheimer Schlossgarten an einem schulpflichtigen Jungen vergangen zu haben. Weil der Knabe und damit auch sein Alter nicht ermittelt werden konnte, wurde Schweitzer aber nicht wegen eines Verbrechens gegen die Sittlichkeit, sondern wegen Erregung öffentlichen Ärgernisses mit 14 Tagen Gefängnis bestraft. August Bebel berichtete in seiner Autobiographie über den Vorfall, den er für wahr hielt, da von Schweitzer keine Berufung gegen das Urteil einlegte und mehrere Jungen bezeugten, dass er sie ebenfalls angesprochen habe.
Von Schweitzer schloss sich 1863 Ferdinand Lassalle und seinem Allgemeinen Deutschen Arbeiterverein an. In Frankfurt war er durch die Vorfälle in Mannheim auch im Arbeiterverein gesellschaftlich geächtet. Er wollte daher in einer anderen Stadt Herausgeber einer Parteizeitung ADAV werden. Er siedelte nach Berlin über und wurde Mitherausgeber und Chefredakteur der ADAV-Parteizeitung Der Social-Demokrat. Für die Mitarbeit gewann er unter anderem Georg Herwegh, Wilhelm Rüstow, Johann Philipp Becker oder Moses Heß und trat in Kontakt mit Karl Marx, Friedrich Engels und Wilhelm Liebknecht. Diese hatten die Zusage für eine Mitarbeit am Sozialdemokraten gegeben, zogen sie aber wegen politischer Meinungsunterschiede wieder zurück.
Das Verhältnis zu Marx und Engels verschlechterte sich insbesondere als von Schweitzer in der Frage der deutschen Einheit eine politische Kehrtwende vollzog und in einer Rede vor der Leipziger Gemeinde des ADAV die Herbeiführung der Einheit entweder von „deutschen Proletarierfäusten“ oder „preußischen Bajonetten“ erwartet. Er widmete 1865 Otto von Bismarck sogar eine wohlwollende Artikelserie im Socialdemokraten und lobte dessen angeblichen staatssozialistischen Pläne. Es kam sogar das Gerücht auf, dass Schweitzer im Sold der Regierung stände. So erklärte August Bebel am 9. Dezember 1875 im Reichstag:

„Meine Herren, ich weiß nicht, ob Sie es wissen, wir aber wissen es, daß der Dr. von Schweitzer, der Sozialistenführer, im geheimen ein politisches Werkzeug der preußischen Regierung war, (Heiterkeit; hört!) und nach unserer Ueberzeugung ist dem Abgeordneten Dr. von Schweitzer damals aus dem Grunde der Urlaub bewilligt worden, weil er unter radikaler Maske den Regierungsagenten spielte, mit anderen Worten ein politischer Lump war, (große Heiterkeit; sehr richtig! Widerspruch rechts), wohingegen die Abgeordneten Hasenclever und Most als brave Männer im Gefängnisse bleiben mußten. (Heiterkeit und Widerspruch.) Meine Herren, das Wort "de mortuis nil nisi bene" gilt für mich nur in den Fällen, wo die Wahrheit nicht darunter leidet.“

Dies führte zum Bruch mit den meisten der bekannten ehemaligen 1848er Demokraten sowie mit Marx, Engels und Liebknecht. Wilhelm Liebknecht, der von 1863 bis 1865 Mitglied des ADAV war, wurde auf Betreiben Schweitzers 1865 aus der Partei ausgeschlossen. Allerdings kritisierter er auch die Reaktionspolitik der preußischen Regierung während des Verfassungskonfliktes. Wegen eines Preßvergehens saß er von 1865 bis kurz vor Ausbruch des Deutschen Krieges in Haft. Nach seiner Entlassung agitierte er in Berlin für das allgemeine, gleiche und geheime Wahlrecht und damit gegen das Dreiklassenwahlrecht.
Nach dem Rücktritt von Carl Wilhelm Tölcke musste ein neuer Präsident des ADAV gewählt werden. Auf dem Leipziger Kongress des ADAV vom 17. Juni 1866 scheiterte Sophie von Hatzfeldt vor allem am Widerstand von Schweitzer damit mit Hugo Hillmann einen ihr genehmen Präsidenten der Partei durchzusetzen. Schweitzer schlug stattdessen August Perl vor, der auch gewählt wurde. Die eigentliche politische Linie wurde indes von Schweitzer bestimmt.
Mit der Gründung des norddeutschen Bundes endete die Hoffnung auf ein demokratisches Deutschland. Von Schweitzer erkannte die neuen Rahmenbedingungen an und sah keine Chance mehr auf den Erfolg einer revolutionären Bewegung. Er verwies die Arbeiterbewegung daher vornehmlich auf das parlamentarische und gewerkschaftliche Feld. Als August Bebel und Wilhelm Liebknecht 1866 die großdeutsche Sächsische Volkspartei gründeten, forderte Schweitzer die Mitglieder des ADAV vor allem wegen deren antipreußischer Haltung auf, sich der neuen Partei nicht anzuschließen.

### Präsident des ADAV
Im Mai 1867 wurde er zum Präsidenten des ADAV gewählt. Er erklärt dabei, dass die Arbeiterklasse gegen die Preußen und den Bund beherrschenden reaktionären Gewalten in der schärfsten Opposition verharren müsse.
Kurz darauf erhielt er auch das Reichstagsmandat für den Wahlkreis Elberfeld-Barmen. Diese Position behielt er bis 1871. Im Gegensatz zu Wilhelm Liebknecht, der auch gewählt worden war, benutzte von Schweitzer das Parlament nicht nur als Agitationsbühne, sondern versuchte durch positive Mitarbeit gesetzliche Verbesserungen zum Wohl der Arbeiter zu erreichen. Ein von ihm erarbeiteter umfassender Gesetzentwurf zum „Schutz der Arbeit gegen das Kapital“ scheiterte schon im Ansatz, weil er nicht einmal die notwendigen 15 Unterstützer zusammen bekam.
Schweitzer führte die Partei fast diktatorisch. Ihm gelang es aber, die Krise der Organisation zu überwinden. Es gelang ihm, die Mitgliederzahl von 2500 auf 12.000 zu steigern.
Zusammen mit Friedrich Wilhelm Fritzsche organisierte von Schweitzer am 27. September 1868 einen Arbeiterkongress mit 206 Delegierten, die für über 140.000 Arbeiter sprachen. Dabei wurde der Allgemeine deutsche Arbeiterschaftsverband als Dachverband für die dem ADAV nahestehenden Gewerkschaften gegründet. Wie der ADAV war auch die gewerkschaftliche Organisation strikt zentralistisch mit Schweitzer als Präsident organisiert. Allerdings stieß der Arbeiterschaftsverband bald auf die Konkurrenz der liberalen Hirsch-Dunckerschen Gewerkvereine und die von Wilhelm Liebknecht und August Bebel gegründeten Organisationen. Der Versuch einer Einigung scheiterte am Widerstand Schweitzers.
Es kam zu erbitterten Konflikten zwischen Schweitzer, Bebel und Liebknecht sowie ihren jeweiligen Anhängern. Auf der 9. Generalversammlung des ADAV im Jahr 1869 waren auch Bebel und Liebknecht anwesend. Sie kritisierten Schweitzer wegen seiner preußenfreundlichen Haltung. Bei der Wiederwahl von Schweitzer gab es eine beachtliche Zahl von Gegenstimmen. Außerdem wurden die diktatorischen Rechte des Vorsitzenden beschnitten. Im April 1869 schlossen Schweitzer, Bebel und Liebknecht für ihre Organisationen ein Stillhalteabkommen. Im Juni des Jahres erregte Schweitzer erheblichen Unmut in den eigenen Reihen, als er forderte, die Wiederherstellung der Einheit der Lassalleschen Partei (das heißt die Wiedervereinigung mit dem abgespaltenen Hatzfeldschen Verband) auf Grund des Lassalleschen Statuts vom Mai 1863 zu beschließen. Dieses richtete sich gegen die kurz zuvor beschlossene Einschränkung seiner Vollmachten und wurde in der Partei teilweise als versuchter „Staatsstreich“ angesehen. Schweitzer konnte nicht verhindern, dass bei der Gründung des Sozialdemokratischen Arbeiterpartei zahlreiche führende Mitglieder des ADAV sich der neuen Partei zuwandten.
Während des Deutsch-Französischen Krieges stimmte Schweitzer, wie auch die anderen sozialdemokratischen Reichstagsabgeordneten gegen weitere Kriegskredite, da er nach der Schlacht von Sedan und der Gefangennahme Napoleons III. das Kriegsziel als erreicht betrachtete. Bei der Reichstagswahl am 3. März 1871 wurde er in seinem Wahlkreis nicht in den Deutschen Reichstag gewählt. Danach gab er seine politische Tätigkeit gänzlich auf. Als er im November 1872 von Mitgliedern des ADAV gebeten wurde, lehnte er dies ab, weil er die Sozialdemokratische Arbeiterpartei als die nunmehr eigentliche sozialdemokratische Partei und eine Vereinigung als nötig ansah. Diese Position löste im ADAV erhebliche Kritik aus.

### Letzte Jahre
Danach hatte er einige Erfolge als Schriftsteller und Bühnenautor. In den letzten vier Jahren seines Lebens war er als Autor überaus produktiv. Insbesondere in finanzieller Hinsicht war die Schriftstellerei ertragreicher als die politische Tätigkeit, die von Schweitzer gezwungen hatte, Schulden zu machen. Im Jahr 1872 heiratete er seine langjährige Verlobte Antonie Menschel.
Sein Nachfolger in der Präsidentschaft des ADAV wurde Wilhelm Hasenclever, der eine politische Umorientierung des Verbandes einleitete. Der Rücktritt des antimarxistisch eingestellten von Schweitzer machte neben anderen politischen Gründen den Weg frei für die Vereinigung des ADAV mit der Sozialdemokratischen Arbeiterpartei zur Sozialistischen Arbeiterpartei Deutschlands (SAP).
Die homosexuelle Orientierung Schweitzers löste unter den frühen Sozialdemokraten eine erste Debatte darüber aus, wie mit Homosexualität in der Partei umzugehen sei. Während etwa Ferdinand Lassalle ihn unterstützte, lehnten prominente Vordenker wie Karl Marx und Friedrich Engels ihn auch unter Verweis auf sein Sexualleben ab.
Von Schweitzer starb 1875 im Alter von nur 42 Jahren an einer Lungenentzündung. Er wurde im Familiengrab auf dem Frankfurter Hauptfriedhof begraben.

## Werke

### Politische Schriften (Auswahl)
- Österreichs Sache ist Deutschlands Sache. Frankfurt 1859.
- Widerlegung von Carl Vogts Studien zur gegenwärtigen Lage Europas. Frankfurt 1859 Digitalisat
- Der einzige Weg zur Einheit. Ein Beitrag zur Besprechung der nationalen Frage. Frank Benjamin Auffahrt, Frankfurt 1860 Digitalisat
- Der Zeitgeist und das Christenthum. Otto Wigand, Leipzig 1861.
- Zur deutschen Frage. Frankfurt 1862 Digitalisat
- Officielle Festzeitung im Austrag des Central-Comite's redigirt unter Verantwortlichkeit von J. B. v. Schweitzer, Mitglied des Vorstandes des deutschen Schützenbundes und des Central-Comite's für das deutsche Schützenfest, Juli 1862. Heinrich Keller, Frankfurt am Main 1862.
- Die österreichische Spitze. Ein Beitrag zur Besprechung der nationalen Frage. Otto Wigand, Leipzig 1863.
- Lucinde oder Kapital und Arbeit. Frankfurt 1863/64 Digitalisat
- Das Werk von Karl Marx.[25] In: Social Demokrat, Berlin 22., 24. 26. und 31. Januar, 2., 23. und 26. Februar, 8. und 29. März, 24. und 29. April und 6. Mai 1868[26]
- Der Kapitalgewinn und der Arbeitslohn. National-ökonomische Abhandlung. Berlin 1868.
- Aus dem "Socialdemokrat", Leitartikel und Aufsätze aus dem Organ der sozialdemokratischen Partei, Berlin 1868.
- Der todte Schulze gegen den lebenden Lassalle. Aus dem Berliner "Sozial-Demokrat" 1868. Hottingen-Zürich 1886 (Sozialdemokratie Bibliothek Bd. 8)
- Der Social Demokrat. (ab Nr. 79, 1. Juli 1865) Social Demokrat. Organ des Allgemeinen deutschen Arbeitervereins, ab 1. Januar 1866 Organ der socialdemokratischen Partei. Redaktion von J. B. Hofstetten und J. B. Schweitzer (Reprint J. H. W. Dietz Nachf., Bonn 1979, 7 Bde.)
- Schweitzer, Johann Baptist (Hrsg.): Agitator. Berlin, Jahrgang 1-2, 1. April 1870 – 24. Juni 1871. Mit einer Einleitung zum Nachdruck von Wolfgang Renzsch. (=Reprints zur Sozialgeschichte bei J.H.W. Dietz. Hrsgg. von Dieter Dowe. J.H.W. Dietz, Berlin und Bonn 1978).

### Theaterstücke (Auswahl)
- Friedrich Barbarossa. Dramatisches Gedicht. J. D. Sauerländer, Frankfurt 1858
- Karl I., König von England historisches Drama in 5 Acten. Adelmann, Frankfurt am Main 1858 (Digitalisat)
- Drei Staatsverbrecher. Orig.-Intriguenstück in 5 Akten. Den Bühnen gegenüber als Ms. gedruckt. Michaelson Berlin 1871.
- Comtesse Helene. Original-Posse mit Gesang in drei Akten. Bittner, Berlin 1873
- Ein Staatsgeheimniss. Original-Posse mit Gesang und Tanz in 3 Akten. R. Rittner, Berlin 1874
- Großstädtisch. Schwank in 4 Akten. Den Bühnen gegenüber als Ms. gedr. Bittner, Berlin 1876
- Ein Schlingel. Eine nationalökonomisch-soziale Humoreske in einem Akt. Akademie Verlag Berlin 1973

## Zeitgenössische Dokumente
- Augsburger Neueste Nachrichten vom 12. August 1862, S. 1553 Digitalisat
- Der Volksbote für Bürger und Landmann vom 10. September 1862, S. 846 Digitalisat
- Die Reichstagswahl in Elberfeld-Barmen. Graf v. Bismarck, Max v. Forckenbeck, Dr. v. Schweitzer. Ein Beitrag zur Parteiengeschichte im Wupperthal. S. Lucas, Elberfeld 1867 Digitalisat
- Hirt’s Parlaments-Almanach für 1868. Franz Duncker, Berlin 1868, S. 211 Digitalisat
- Schweitzer in: Stenographische Berichte über die Verhandlungen des Reichstages des Norddeutschen Bundes, Berlin 1869 Digitalisat

### Ältere Darstellungen
- Johann Baptist von Hofstetten: Mein Verhältniss zu Herrn von Schweitzer und zum "Social-Demokrat". Reichardt & Zander, Berlin 1869.
- Gustav Mayer: Johann Baptist von Schweitzer und die Sozialdemokratie. Ein Beitrag zur Geschichte der deutschen Arbeiterbewegung. Gustav Fischer, Jena 1909 (Reprint: Detlev Auvermann, Glashütten im Taunus 1970). Digitalisat archive.org
- Gustav Mayer: Schweitzer-Allesina, Johann Baptist von. In: Allgemeine Deutsche Biographie (ADB). Band 55, Duncker & Humblot, Leipzig 1910, S. 197–203.
- Franz Mehring: Eine Biographie Schweitzers. In: Die neue Zeit. Feuilleton. 28.1909-1910, 1. Bd.(1910), H. 23/24, S. 431–436 (Digitalisat)[27] und H. 25/26, S. 696–701 (Digitalisat).[28]
- Franz Mehring: Johann Baptist von Schweitzer. Politische Aufsätze und Reden. Buchhandlung Vorwärts (Paul Singer), Berlin 1912.
- Heinrich Laufenberg: Die Politik J. B. v. Schweitzers und die Sozialdemokratie. In: Die neue Zeit. Wochenschrift der deutschen Sozialdemokratie. – 30.1911-1912, 1. Bd.(1912), H. 20, S. 693–704 (Digitalisat); H. 21, S. 731–739 (Schluß; Digitalisat).
- Franz Mehring: Schweitzers Anfänge. In: Die neue Zeit. Feuilleton. – 30.1911-1912, 2. Bd.(1912), H. 55, S. [985] – 990 (Digitalisat).

### Neuere Darstellungen
- Jean Baptist von Schweitzer. In: Franz Osterroth: Biographisches Lexikon des Sozialismus. Verstorbene Persönlichkeiten. Bd. 1. J. H. W. Dietz Nachf., Hannover 1960, S. 275–277.
- Schweitzer, Jean Baptiste von. In: Wilhelm Kosch: Biographisches Staatshandbuch. Lexikon der Politik, Presse und Publizistik. Fortgeführt von Eugen Kuri. 2. Bd., Franke, Bern / München 1963, S. 1101.
- Hans Jürgen Friederici: Schweitzer, Johann Baptist von. In: Geschichte der deutschen Arbeiterbewegung. Biographisches Lexikon. Dietz Verlag, Berlin 1970, S. 423–425.
- Fritz Koch: Schweitzer, Johann Baptist. In: Wolfgang Klötzer (Hrsg.): Frankfurter Biographie. Personengeschichtliches Lexikon (= Veröffentlichungen der Frankfurter Historischen Kommission. Band XIX, Nr. 2). Zweiter Band: M–Z. Waldemar Kramer, Frankfurt am Main 1996, ISBN 3-7829-0459-1. S. 365 f.
- Stefan Jordan: Schweitzer, Johann Baptist von. In: Neue Deutsche Biographie (NDB). Band 24, Duncker & Humblot, Berlin 2010, ISBN 978-3-428-11205-0, S. 59 f. (Digitalisat).